# Mening (betydelse)
Mening är inom filosofi och logik ett begrepp med flera olika närliggande användningsområden. Ur en aspekt är meningsbegreppet nära förknippat med språkliga uttrycks betydelse, innebörd eller referens. Den filosofiska disciplin som undersöker vad betydelsen hos ett språkligt uttryck är kallas meningsteori. Kognitiv mening är en egenskap hos uttryck som har ett sanningsvärde, jämfört med expressiv mening som uttrycker känslor och attityder. En central fråga för studier inom filosofisk logik är hur uttrycken i språket förhåller sig till det som uttrycken är tänkta att säga någonting om.
I samband med vissa språkliga uttryck, och särskilt handlingar eller t.ex. delar av teknisk konstruktion är meningen nära förbunden med begreppet avsikt. Meningen med att en person utför en handling är beroende av vilken avsikt personen har. Meningen med en viss mekanisk detalj i en motor har att göra med motorns avsedda funktion.

## Empirismens meningsbegrepp
Enligt den klassiska brittiska empirismen ska vetenskapen endast arbeta med begrepp vars mening eller betydelse direkt eller indirekt grundar sig i erfarenheten. Locke formulerade principen som att orden i sin primära och omedelbara betydelse endast står för idéer i medvetandet hos den som använder orden. Varje idé är antingen en enkel eller en sammansatt idé, och alla idéer är ytterst bestående av enkla idéer. Dessa enkla idéer härrör alla från erfarenheten. Ett uttrycks mening är på samma sätt beroende av meningen hos de ingående underordnade uttrycken, vilka i sin tur antingen är enkla eller sammansatta, och så vidare, tills det enda som återstår är enkla, odefinierade uttryck som återgår på observationer. Begrepp som inte kan analyseras på det här sättet är meningslösa, något som David Hume använde som argument för att avvisa all metafysisk och teologisk spekulation.

## Freges teori om mening
Den tyske logikern och filosofen Gottlob Frege använder en berömd distinktion mellan en språklig entitets mening (ty. Sinn) och dess betydelse (Bedeutung). För enskilda termer är betydelsen (eller referensen) det som pekas ut, t.ex. den person som bär namnet Stefan Löfvén och som är Sveriges statsminister i februari 2015. Termens mening fås av hur betydelsen pekas ut. Termerna "Stefan Löfvén" och "Sveriges statsminister i februari 2015" har alltså samma betydelse, men olika mening. Frege analyserar andra språkliga entiteters mening respektive betydelse analogt. Hos en påståendesats är meningen den tanke som satsen uttrycker, jämfört med betydelsen, som är något av sanningsvärdena "sant" eller "falskt".

## Andra teorier om mening
- Platon: mening som företeelsers idé (c:a 400 f.Kr.)
- Referensteori, naiv referensteori
- George Berkeley: kritik av mentala konstruktioner (1710)
- Bertrand Russell: mening som bestämda beskrivningar (1905)
- Ludwig Wittgenstein: mening som sanningsfunktion / sanningstabell (1920)
- Alfred Jules Ayer: verifikationsprincipen (1936)
- Ludwig Wittgenstein: mening som användning (1953)
- Saul Kripke: kritik av bestämda beskrivningar → kausala kedjor, historiska spår (1980)
- Philip Johnson-Laird: mening som mentala modeller (1983)